# Georges Guilbaud (homme politique)
Pour le mathématicien, voir Georges-Théodule Guilbaud.
Pour les articles homonymes, voir Guilbaud.
Georges Guilbaud, né en 1914, est un ancien communiste français rallié au Parti populaire français, d'inspiration fasciste, qui, sous l'Occupation, prônait la collaboration avec les Allemands. 
A la Libération, il s'exile en Argentine puis en Suisse où sa trace se perd.

## Biographie
Cheminot communiste, il rompt avec le parti communiste lors d'un séjour en URSS, en 1938 et rejoint le Parti Populaire français de Jacques Doriot en 1941. Après le 
débarquement allié en Afrique du Nord, il est envoyé en Tunisie pour développer une propagande vichyste. De nouveau en France après la capitulation des forces de l'Axe en Tunisie, il est chargé par Pierre Laval de réorganiser la Milice en zone Nord.
À la Libération, pour échapper à la justice, il s'enfuit en Allemagne avec sa femme, la future Maud de Belleroche. Il est nommé par la Commission gouvernementale de Sigmaringen ambassadeur auprès de Mussolini, alors chef de la République sociale italienne.
En avril 1945, il se réfugie en Espagne puis dans l'Argentine de Juan Peron, bienveillant envers les nazis et leurs collaborateurs. Il fait fortune en Argentine dans les affaires, puis émigre en Suisse, où se perd sa trace.